# Хига, Примо
Примо Хига (англ. Primo Higa; род. 11 марта 1973 или 15 июня 1973, Сан-Кристобаль) — соломонский легкоатлет, специалист по бегу на средние и длинные дистанции, а также стипль-чезу. Выступал за сборную Соломоновых Островов по лёгкой атлетике во второй половине 1990-х годов, рекордсмен страны, многократный чемпион и призёр первенств Океании и Южнотихоокеанских игр, участник двух летних Олимпийских игр.

## Биография
Примо Хига родился 11 марта 1973 года на острове Сан-Кристобаль провинции Макира-Улава, Соломоновы Острова.
Первого серьёзного успеха на взрослом международном уровне добился в сезоне 1995 года, когда вошёл в основной состав соломонской национальной сборной и побывал на Южнотихоокеанских играх в Папеэте, откуда привёз награду бронзового достоинства, выигранную в зачёте бега на 3000 метров с препятствиями.
В 1996 году на чемпионате Океании в Таунсвилле одержал победу в стипль-чезе и беге на 10000 метров, тогда как в программе полумарафона выиграл серебряную медаль. Благодаря череде удачных выступлений удостоился права защищать честь страны на летних Олимпийских играх в Атланте — стартовал в беге на 3000 метров с препятствиями, но на предварительном квалификационном этапе не финишировал и не показал никакого результата.
После атлантской Олимпиады Хига остался в составе легкоатлетической команды Соломоновых Островов на ещё один олимпийский цикл и продолжил принимать участие в крупнейших международных соревнованиях. Так, в 1997 году на Южнотихоокеанских мини-играх в Паго-Паго он был лучшим на дистанциях 5000 и 10000 метров, тогда как в стипль-чезе и беге по шоссе на 20 миль получил серебряные награды.
В 1999 году на Южнотихоокеанских играх в Санта-Рите победил в беге на 3000 метров с препятствиями, взял бронзу в дисциплинах 5000 и 10000 метров. Бежал 1500 метров на чемпионате мира в Севилье.
На чемпионате Океании 2000 года Аделаиде одержал победу в программе стипль-чеза. Находясь в числе лидеров соломонской национальной сборной, благополучно прошёл отбор на Олимпийские игры в Сиднее, причём на церемонии открытия удостоился права нести знамя Соломоновых Островов. На сей раз в беге на 3000 метров с препятствиями показал время 9:44,12, чего оказалось недостаточно для прохождения в следующую стадию соревнований.